# Mortimer Johansson
August Ernst Mortimer Johansson, född den 15 maj 1877 i Mörrums församling, Blekinge län, död den 26 september 1958 i Växjö, var en svensk ämbetsman.
Johansson blev student vid Lunds universitet 1894 och avlade juris utriusque kandidatexamen 1901. Han var tillförordnad rådman i Karlshamn 1903–1904. Johansson blev extra ordinarie landskanslist i Kronobergs län 1905, tillförordnad landskanslist där samma år, extra länsnotarie 1908, ordinarie länsnotarie 1914 och länsassessor 1918. Han var landssekreterare i samma län 1929–1942. Johansson blev riddare av Vasaorden 1926 och av Nordstjärneorden 1934.